# Wojciech Gerson
Pour les personnes ayant le même patronyme, voir Gerson.
Wojciech Gerson (1831-1901) est un peintre paysagiste polonais, représentant du réalisme, historien de l'art et professeur. Gerson travailla aussi comme architecte et critique d'art. Il est surtout connu pour ses peintures patriotiques, ses scènes rurales et ses paysages de montagne idylliques. Il mourut à Varsovie à l'âge de 70 ans.

## Biographie et travaux
Né à Varsovie le 1er juillet 1831, Gerson s'inscrivit à l'Académie des Beaux-Arts de Varsovie, dont il sortit diplômé avec la mention honorable, et poursuivit sa scolarité à l'Académie impériale des beaux-arts de Saint-Pétersbourg, où il étudia la peinture historique. Il en sortit avec la médaille d'argent et rentra à Varsovie. En 1850, il partit pour Paris, où il eut pour professeur Léon Cogniet.
De retour à Varsovie en 1858, il y passera le reste de sa vie. Il fut le cofondateur, en 1860, de la Société pour l'encouragement des arts (pl). À cette époque, il commença aussi à écrire des critiques d'art pour des revues, rédigea une biographie du peintre Józef Simmler (mort en 1868), publia un manuel d'anatomie pour les artistes, et traduisit en polonais le Traité de la peinture de Léonard de Vinci.
En 1865, Gerson commença à enseigner dans son propre atelier. Il anima ainsi un cours de dessin de 1872 à 1896, et forma de nombreux artistes polonais de premier plan, comme Józef Chełmoński, Leon Wyczółkowski, Władysław Podkowiński, Stefan Bakałowicz, Anna Bilińska-Bohdanowicz et Józef Pankiewicz, Maria Gażycz, ou encore la photographe Jadwiga Golcz. Il fut nommé professeur à l'Académie des beaux-arts de Saint Pétersbourg en 1878.
Mort le 25 février 1901, il fut inhumé au cimetière évangélique luthérien de Varsovie.

## Œuvres artistiques
Ses principaux travaux sont d'abord des lithographies : Vues de Varsovie, Les habits du peuple polonais. Il illustra des ouvrages historiques, comme Les Hetman polonais. Son premier grand tableau historique fut exposé à Paris : Le Margrave Gero et les Slaves (aujourd'hui au Musée national de Cracovie). Suivent de nombreux tableaux sur l'histoire polonaise, parmi lesquels Copernic dans Rome, le maître et son système et L'assassinat de Przemysław le Jeune. On lui doit aussi des réalisations plus originales, comme ses décorations du Musée de l'Industrie et d'Agriculture de Varsovie, ainsi qu'une salle du Ministère du crédit à Varsovie, ou encore ses paysages des montagnes Tatras.
Certains de ses tableaux furent perdus pendant la Seconde Guerre mondiale (voir les photos de ces œuvres sur la galerie de Commons).

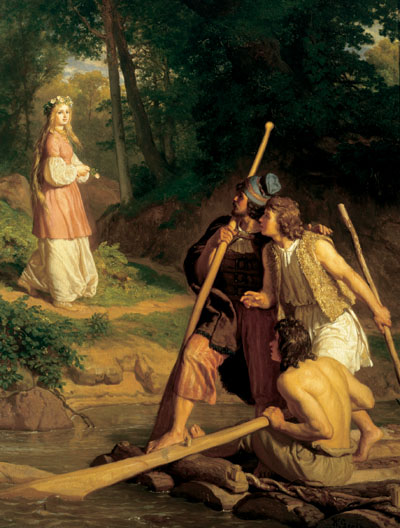
L'admiration (1856)
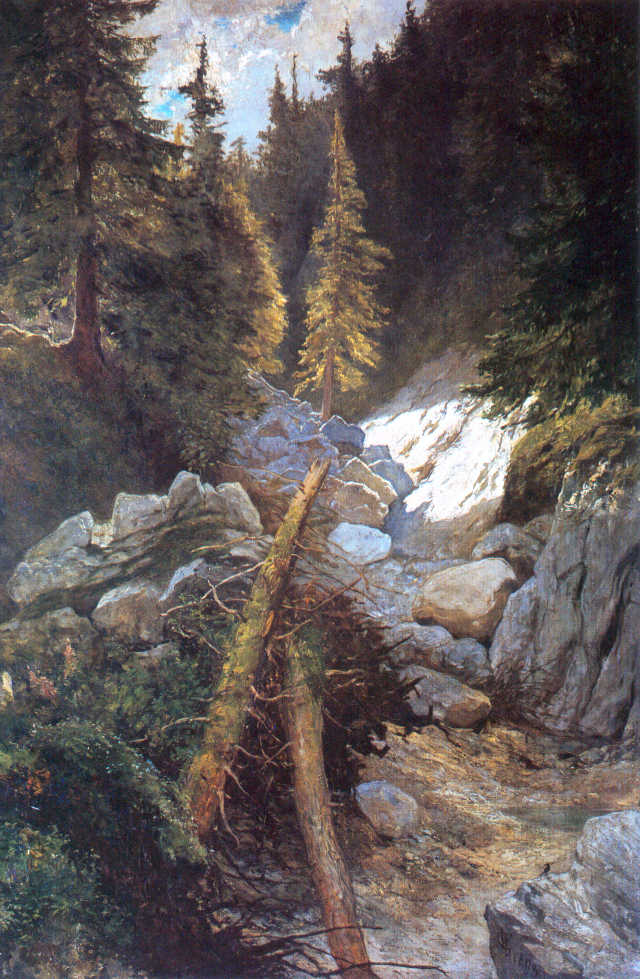
Courant asséché dans les montagnes Tatras (1893)
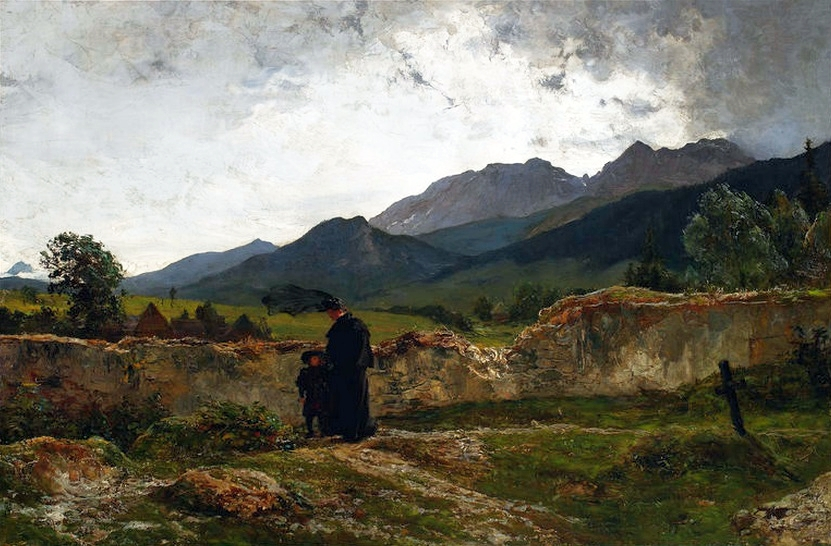
Cimetière dans les montagnes Tatras (1894)
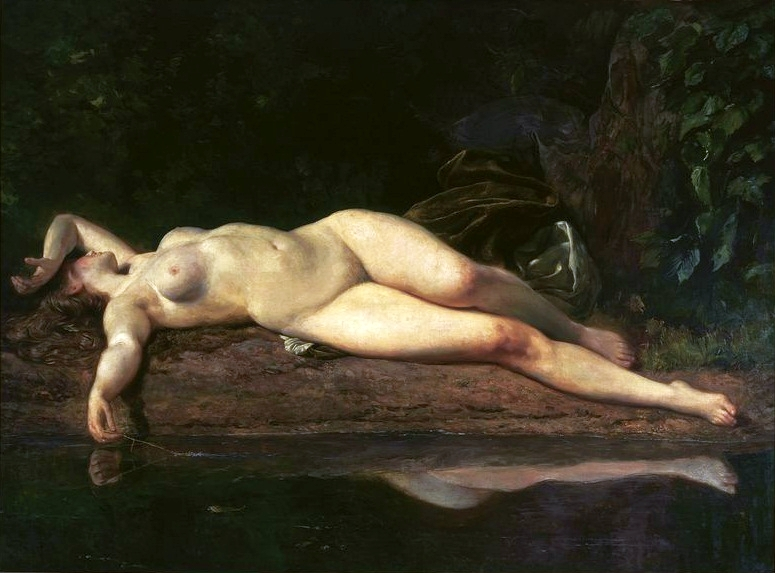
Le repos (1895)

## Élèves
- Stefan Bakałowicz
- Anna Bilińska-Bohdanowicz
- Józef Chełmoński
- Edward Okuń
- Józef Pankiewicz
- Władysław Podkowiński
- Stanisław Poraj-Pstrokoński
- Leon Wyczółkowski
- Jadwiga Golcz